# タンジマート

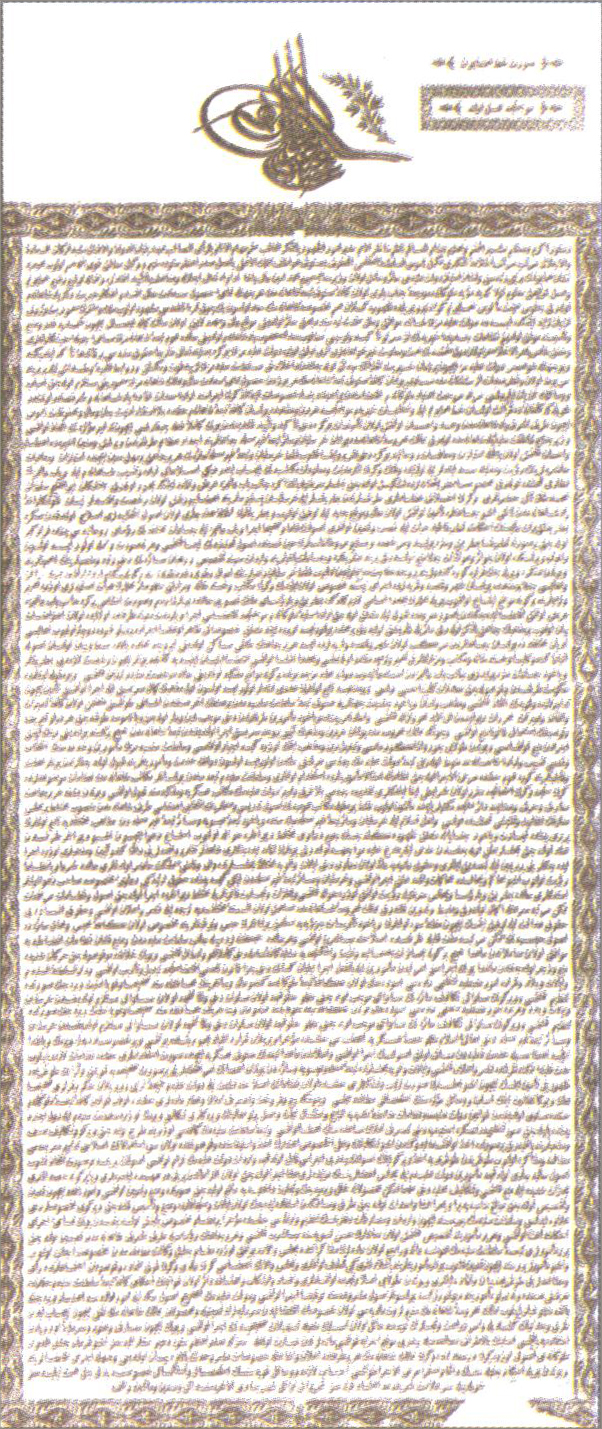
1839年11月3日布告『ギュルハネ勅令』

タンジマート または タンズィマート (オスマン語: تنظيمات Tanzimât;　現代トルコ語: Tanzimat) とは、「タンジマーティ・ハイリエ」（恩恵改革）の略語である。1839年のギュルハネ勅令発布から1876年制定のオスマン帝国憲法（通称、ミドハト憲法）にいたるまでの、オスマン帝国がおこなった諸改革あるいは改革運動の総体である。19世紀半ば、ヨーロッパ列強の軍事的・政治的圧力、欧州金融資本のバルカン半島進出、ギリシャやエジプトなど帝国領の諸地域・諸民族の自立・離反という「内憂外患」のなかでおこなわれた一連の西欧化・近代化政策であり、1839年から1876年までを「タンジマートの時代」「タンジマート期」と称することがある。
タンジマート諸改革は、トルコが神権的なイスラーム国家から近代的法治国家、西ヨーロッパをモデルとした多民族国家へと変貌する第一歩であった。

## 概要

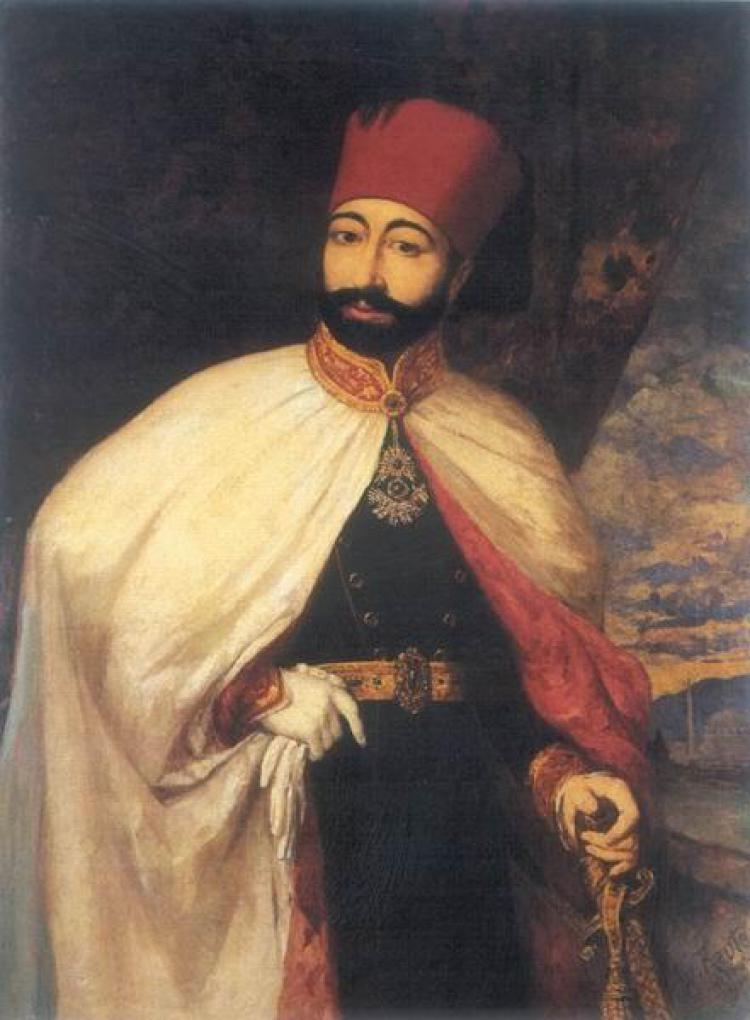
タンジマート改革を先取りしたスルタン、マフムト2世

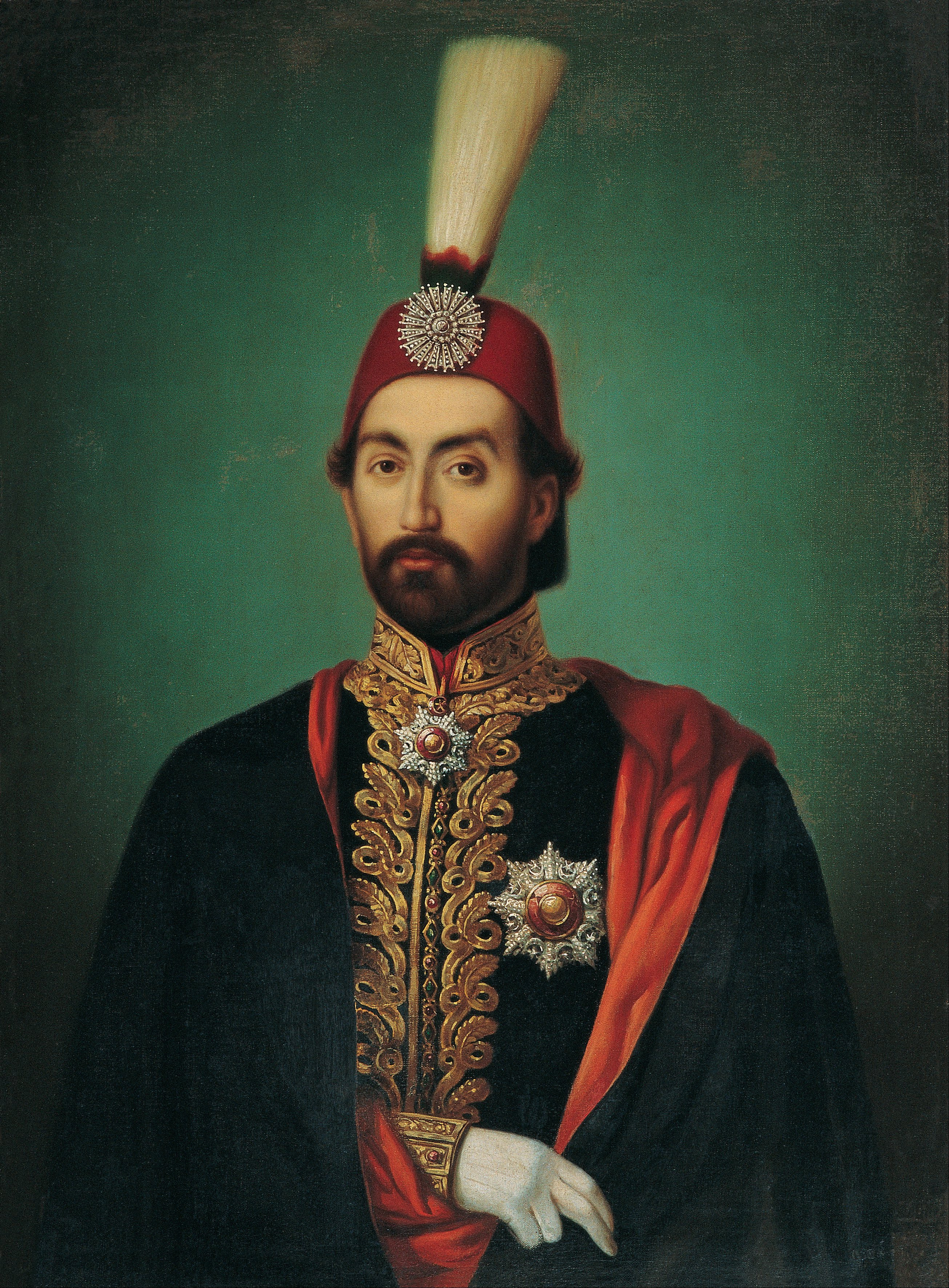
マフムト2世の子で改革を始動させたスルタン、アブデュルメジト1世

1808年にオスマン帝国の皇帝（スルタン）に即位したマフムト2世はイェニチェリを廃止して軍の西欧化を推進し、外務・内務・財務の3省を新設して政府機構の近代化を図り、翻訳局を設置して留学生をヨーロッパ諸国に派遣して人材を育成し、さらに帝国内の「アーヤーン」（「地方名士」「地方名望家」）と称される半独立の勢力を抑えるなどして中央支配の再確立を目指した。しかし、シリアをめぐるエジプトの太守ムハンマド・アリーとの対立は第二次エジプト・トルコ戦争へと発展し、1839年7月、エジプト軍がシリアの戦いでオスマン軍を打ち破ったという知らせが帝都イスタンブルに届こうとする直前、マフムト2世は病に倒れた。
マフムトが死去し、子のアブデュルメジト1世が新スルタンとして即位した。この国難の中、エジプトとの関係を好転させるべくヨーロッパを奔走していたのが、外務大臣のムスタファ・レシト・パシャであった。彼はエジプト問題におけるイギリスの外交的支援を得るために、前年（1838年）、同国との間にバリタ・リマヌ条約（オスマン=イギリス通商条約、英土通商条約）を結んだ。この条約は、その後、イギリスがアジア諸国と結ぶことになる一連の通商条約の雛形となった。
1839年11月、新皇帝アブデュルメジト1世は、ムスタファ・レシト・パシャの起草によるギュルハネ勅令（タンジマート勅令）を発布して全面的な改革政治を開始することを宣言、行政から軍事、財政、文化、教育に至るまで西欧的体制への転向を図った。タンジマートの始まりである。以降、タンジマート諸改革のもとでオスマン帝国は中央集権的な官僚機構と近代的な軍隊を確立し、西欧型国家への転換を進めていった。改革政治は、途中、ヨーロッパにおける「1848年革命」の影響を受け、クリミア戦争（1853年-1856年）の末期には改革勅令を発布、西欧化の方針はその後も受け継がれ、その集大成というべきオスマン帝国憲法（通称、ミドハト憲法）が制定される1876年までの約37年に及んだ。
この間、法令の改革においては、ヨーロッパ諸国の法に依拠した立法作業が進められ、それぞれの法に関する法廷も設置された。一方でシャリーア（イスラーム法）にもとづく法廷も併存していたため、シャリーアとヨーロッパ起源の法が並行して適用され、こうした二元体制には社会的混乱がともなった。また「イルティザーム」と称される、オスマン帝国の徴税請負制度は段階的に廃止されていった。1840年代初頭、帝国はイスタンブルのガラタ地区のラリ家など80名に銀行業務を認可したが、1850年代半ばには統合が進んで18名となり、彼らは19世紀後半さかんに列強の大銀行と提携するようになった。1856年にはオスマン帝国銀行が設立された。ヨーロッパ式の軍隊や学校も整備され、中央集権的な官僚機構が整えられた。また、最高・高等司法審議会議や州議会の設立を通して、地方総督になりがちであった州長官や地方に根を張っていたアーヤーンの権力基盤は徐々に弱められていった。
タンジマートは欧米地域以外における最初の体系的な近代化の試みでもあり、清国の洋務運動やタイ王国のチャクリー改革、日本の明治維新などアジアの「欧化」の先駆けとなった。

## 前史

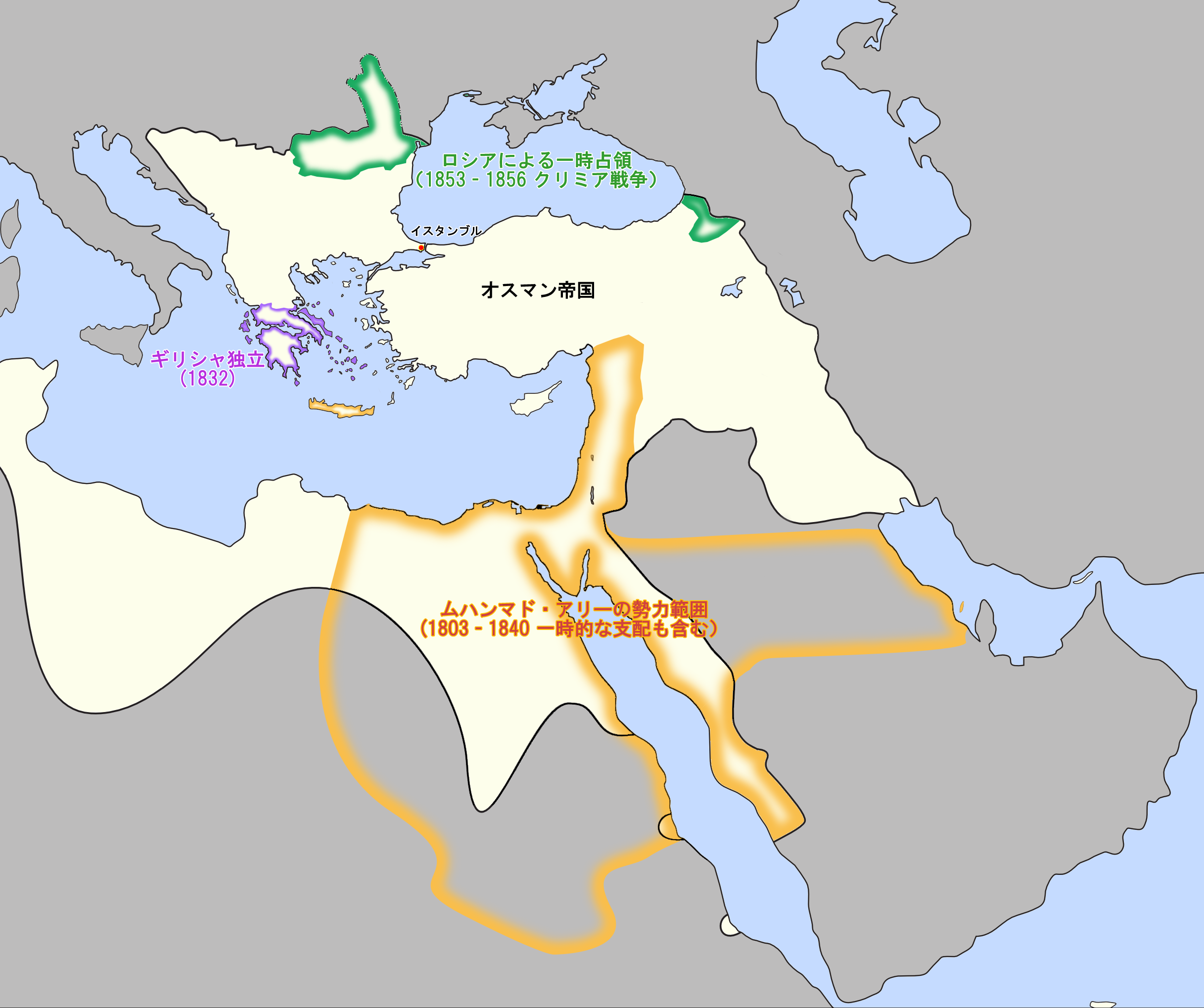
タンジマート期前後のオスマン帝国周辺の状況。エジプト総督ムハンマド・アリーの勢力範囲（橙）、ギリシャ独立による領土喪失（紫）、クリミア戦争時のロシアによる占領地域（緑）

オスマン帝国はヨーロッパ、西アジア、アフリカにまたがって君臨した大国であったが、18世紀以降、数次にわたる露土戦争などでの相次ぐ敗北によって、その軍事力や政治機構が欧州諸国のそれと比較して劣っていることが帝国内において認識されつつあった。さらに国内の各地では「アーヤーン」（「地方名士」「地方名望家」）と呼ばれる有力者たちの勢力が増し、中央政府の統制が緩んでいた。そしてバルカン半島ではギリシャ人、ブルガリア人、セルビア人などが、自立傾向を見せていた。

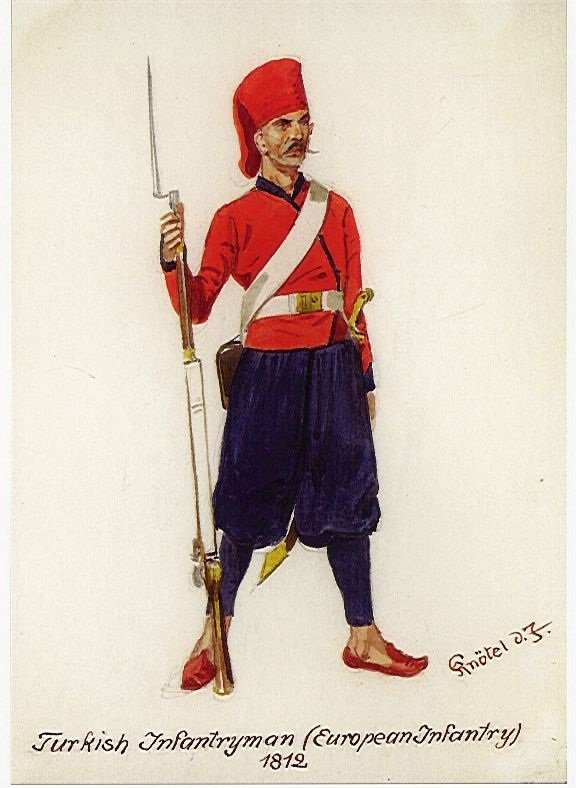
Sekbân-ı Cedîd

このような内憂外患の中で、中央集権支配の再確立を目指す改革が試みられた。1792年にロシアとの戦いに敗れクリミア半島を喪失したセリム3世はニザーム・ジェディード（新秩序）と総称される改革を行い、フランスから招聘した軍事顧問団の指導の下で新設軍を組織し、陸海軍の技術学校の設立や情報収集のために欧州諸国への常設駐在大使の設置などを行った。しかしアーヤーン層やイェニチェリ、守旧派官僚などからの広範な抵抗を受けたことに加え、1798年のナポレオンのエジプト侵攻をきっかけにエジプトの支配権を握ったムハンマド・アリーが実質的にオスマン帝国から自立し、1804年にはバルカン半島でスラブ系諸民族の反乱が発生するなど、オスマン帝国をめぐる環境は悪化した。そして、バルカン半島の反乱をきっかけに始まった露土戦争（1806年 — 1812年）の最中、守旧派に扇動された反乱が発生してセリム3世は殺害され、ムスタファ4世が擁立された。改革派を保護したアーヤーンのアレムダル・ムスタファ・パシャはムスタファ4世を廃してマフムト2世を擁立し、セリム3世の政策を継承することを宣言した。彼はアーヤーン層の支持を取り付ける必要を感じ、1808年に主要なアーヤーンをイスタンブルに召集してマフムト2世との間に「同盟の誓約」（セネディ・イッティファク）の署名をさせた。これはアーヤーンに兵力の提供や治安の維持、スルタンへの服従を要求する代わりに徴税請負権や大土地所有などの既得権益を認めるもので、スルタンによる専制支配を建前としたオスマン帝国の歴史において画期的な内容のものであった。アレムダルはさらにニザーミ・ジェディードに換えてセクバーヌ・ジェディードと呼ばれる西洋式軍隊を創設したが、最終的に1808年11月のイェニチェリによるクーデターによって守旧派が政権を奪回し、アレムダルは殺害された。しかし、その後もマフムト2世はその後も強い決意をもって改革を継続した。

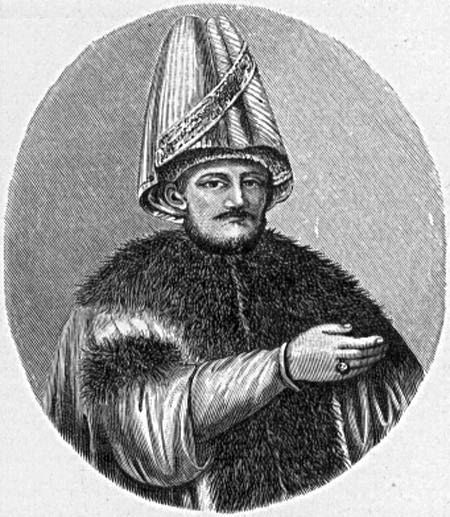
セリム3世の遺志を継いだアレムダル・ムスタファ・パシャ

1821年にギリシャ人が蜂起すると、イェニチェリ軍団の無力が白日の下にさらされ、自力での鎮圧が不可能であることが明らかとなった。マフムト2世はエジプト総督ムハンマド・アリーに鎮圧を命じ、ギリシャに派遣されたエジプトの西欧式軍隊であるジハーディヤ（聖戦軍）は赫々たる戦果を挙げた。このことはマフムト2世にイェニチェリの解体を決意させた。彼は新たな西欧式軍隊エシキンジを編成するとともに、1826年にはイェニチェリの軍団本部を襲撃してこれの廃止を宣言した。さらに西欧諸国への留学生の派遣、国政の中心となっていた大宰相府からの外務・内務・財務三省分割、国勢調査、最高軍事会議と最高司法審議会議の設置による法治体制の基盤固めなどが次々と実施された。また、これまで翻訳業務を主に担っていたギリシャ人にかわってトルコ人の通訳官を養成するため1833年に翻訳局が設置された。これはその後台頭する若手トルコ人官僚に出世の機会を提供する組織となった。
マフムト2世は国内の不満を抑えつつこうした改革を断固として実施したが、エジプトのムハンマド・アリーとの関係が諸外国を巻き込む重大な問題となっていた。ムハンマド・アリーはギリシャの反乱鎮圧（最終的に鎮圧には失敗したが）における貢献の代償としてシリアの統治権を要求した。マフムト2世はこれを拒否したが、ムハンマド・アリーは実力でシリアを切り取りにかかり、西アナトリアにまで侵攻した。進退窮まったマフムト2世はやむなくロシア帝国に支援を求め、イギリスとフランスも介入した結果1833年にキュタヒヤの和約が結ばれ、エジプトへのシリアの譲渡を約してエジプト軍は撤退した。しかしシリアをめぐるオスマン帝国とエジプトの紛争は継続し、1839年6月には再びシリアで武力衝突が発生しオスマン帝国軍は敗れた。マフムト2世はこの知らせが届くより前の1839年7月1日に死去した。

## ギュルハネ勅令と初期の改革

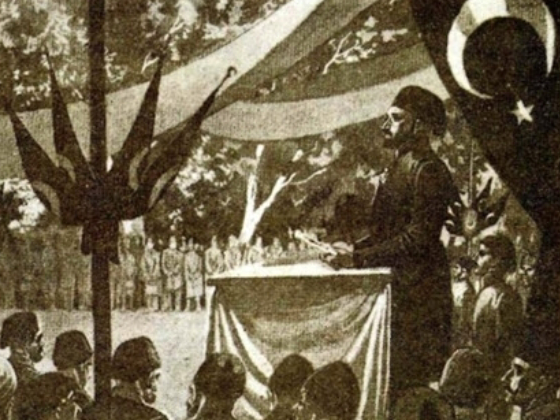
『ギュルハネ勅令』を読み上げるムスタファ・レシト・パシャ（1839年11月3日）

イスタンブルにエジプト軍が迫る中、アブデュルメジト1世即位の知らせを聞いた開明派官僚ムスタファ・レシト・パシャ（当時、外務大臣）は急遽帰国し、西洋列強とくにイギリスとフランスのリベラルな世論の支持を獲得すべく、改革の基本方針をスルタンの「宸筆（ハットゥ・ヒュマユーン）」というかたちで起草した。この内容を1839年11月3日、ムスタファ・レシト・パシャがスルタン隣席のもと、帝国内の文官・武官、ウラマー（イスラム法学者）、民間人代表、外国からの使節の前で読み上げた。トプカプ宮殿裏庭のギュルハネ（薔薇の園、薔薇宮）で行われたため、「ギュルハネ勅令」と呼ばれている。ただし、この勅令の内容の一部はすでに先帝マフムト2世の改革によって実現していた。

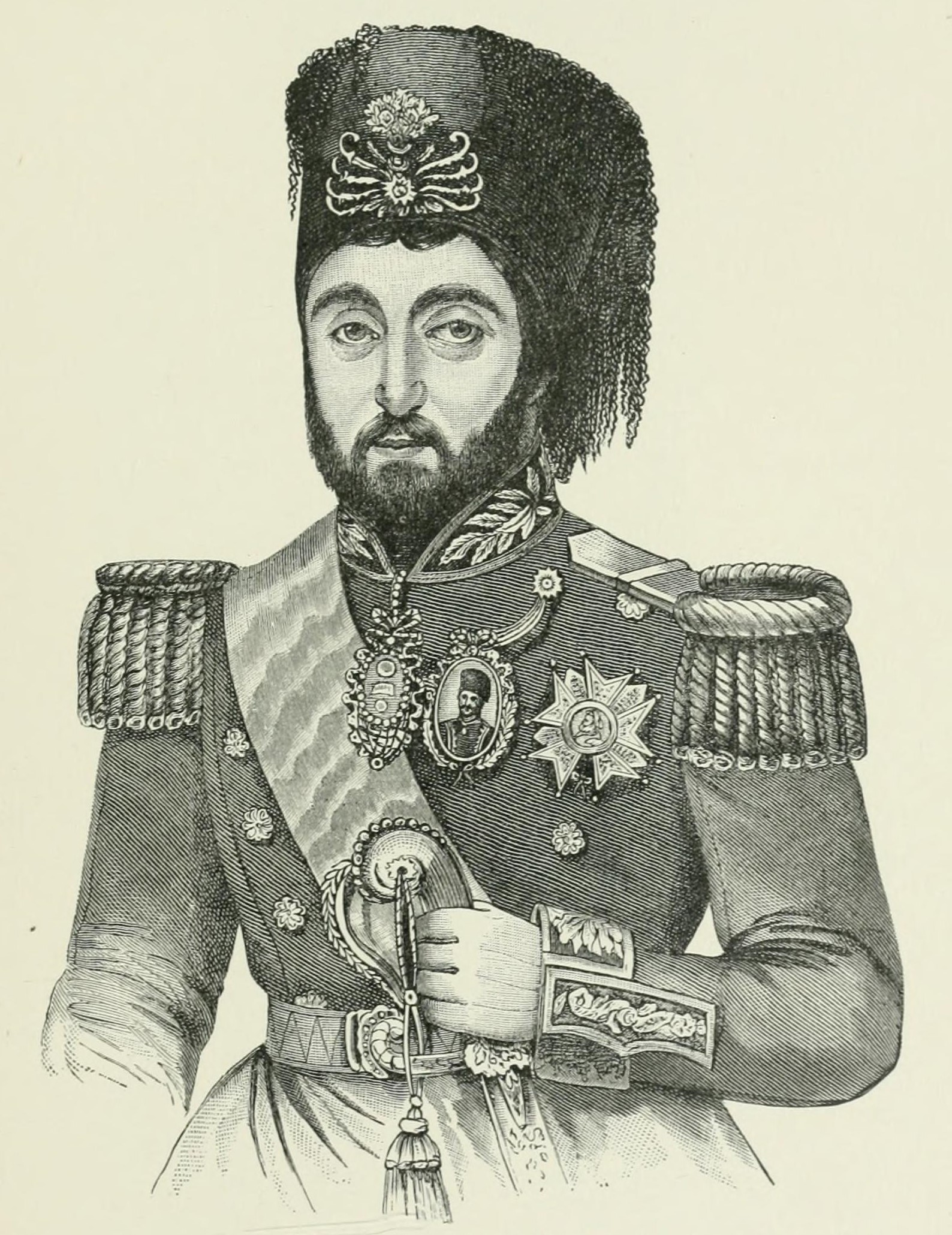
タンジマート改革を主導した官僚、ムスタファ・レシト・パシャ

この勅令はスルタンの「御意志」が前面に出ているため、必ずしも立憲思想に基づくものとはいえないが、ムスリム・非ムスリム（ズィンミー）に関わらず、全ての帝国臣民には法の下の平等が与えられること、また、帝国は全臣民の生命・名誉・財産を保障することなどを繰り返し述べているところに1789年のフランス人権宣言の影響を確認することができる。また裁判を公開すること、スルタン自身も「法」に違反しないことを宣言するなど、スルタンの権力の上に「法の力」が存在することを認めている点などでも画期的な意味をもっていた。シャリーアにおけるムスリムと非ムスリムの不平等な共存という伝統的な仕組みは放棄され、これは、オスマン帝国がキリスト教徒系の少数民族を不当に扱っているという口実を用いて内政干渉しようとする列強への牽制という意味合いも兼ねていた。ただし、「法」を指し示す語として「シャリーア」と「カーヌーン」（世俗法）を注意深く使い分けるなど、シャリーアを専門とするウラマーや保守派知識人に対する慰撫の気遣いも示している。タンジマートの中心的な機関としてはオスマン帝国最高司法審議会議が組織され、新規の「法」の立案・検討がここを中心になされることとなった。しかし、ヨーロッパ近代法とシャリーアの均衡問題は常に重大な緊張関係をはらんでいた。
1840年には、刑法の発布、人口調査、イルティザーム（徴税請負制）の廃止と徴税官の任命、州議会の設置、地方官の俸給制実施、賄賂の禁止などの改革が実施された。しかしイルティザームは、名望家を中心とする多くの人々の廃止反対論・復活待望論や徴税官そのものの不足によって、まもなく復活した。
イギリスは1825年以降、3度に渡ってストラトフォード・カニングをオスマン帝国駐在の外交官としてイスタンブルに派遣し、帝国の維持と領土保全に意を尽くした。カニングにとって3度目のイスタンブル勤務となったのが1842年から1858年までで、その間、タンジマート諸改革を支援した。これはオスマン帝国を主とする中近東地域が、綿織物市場として極めて重要な輸出市場となっており、その治安維持と商人の保護を図る必要があったことと、インドの保全のためにはスエズ地峡を他国、とくに「グレート・ゲーム」における敵対国であるロシアに渡すことを絶対に阻止しなければならなかったためである。
改革派の中心人物であったムスタファ・レシト・パシャが、1841年3月末にいったん外務大臣の職を解かれてフランス駐在大使に転ずるとタンジマート改革は停滞したが、1846年から1848年までは大宰相に抜擢され、1846年の公務員法、一般教育審議会議設置（翌年、文部省に改組）、1847年には混合裁判所の設置、農業学校開設、1848年には師範学校の開設などの改革が急進展した。彼は1848年に大宰相を罷免されたが、再任と罷免を繰り返しながら以後計5回この職に就き、タンジマート改革を推し進めた。その一方で人材登用にも意を注ぎ、アーリ・パシャ、フアト・パシャ、ミドハト・パシャらを取り立てている。改革派の力はまだ弱く、初期のタンジマートはこのような人事異動に伴って一進一退したものの、中央政府の影響力は「法の力」によってゆっくりと地方にも浸透し、改革路線は定着していった。

## クリミア戦争と改革勅令

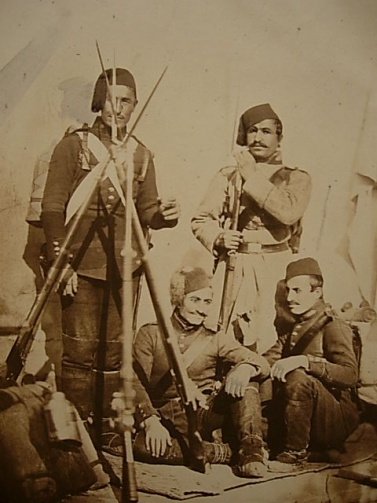
クリミア戦争でのトルコ兵（1854）

シチリア革命、パリ二月革命、ウィーン三月革命、ベルリン三月革命など、1848年はヨーロッパに革命の嵐が吹き荒れ、それは北欧、東欧をも巻き込んだ。1848年革命はしかし、まもなくそれに対する反動の嵐をも引き起こして、オーストリア帝国とロシア帝国で弾圧された大量のハンガリー人やポーランド人がオスマン領内になだれこんだ。ロシア政府はオスマン帝国に対し、亡命者たちの身柄を引き渡すよう要求したが、オスマン帝国政府はこれを拒否、ヨーロッパのリベラルな世論からは歓迎された。一方、「諸国民の春」の状況はオスマン帝国にとっても諸刃の剣であり、帝国領の一部、バルカン半島のブルガリアでは、1850年に大規模な農民反乱が起こっている。これは、ブルガリア農民がギュルハネ勅令の「約束」を信じ、ムスリムの地主層から課せられていた強制労働などの「封建的義務」を拒否したことに端を発していたが、中央政府のバルカン半島支配は、むしろこうしたムスリム地主層の土地所有や「封建的義務」そのものに依存していたために、勅令に示された方針を貫徹することができなかった。ヴィディン（ブルガリア）の農民反乱に対してもオスマン帝国軍はこれを完全に鎮圧することができず、わずかにアーヤーン連合の私兵によって抑えられたにすぎなかった。
これに対して、ロシアは「東方問題」を利用して南下政策をすすめようと、オスマン帝国内における東方正教会の信徒の保護と聖地イェルサレムにおける正教徒の権利拡張を名目に兵を進め、1853年、オスマン帝国との間にクリミア戦争が勃発、オスマン帝国単独の戦闘では劣勢がつづいたが、オスマンを支援するイギリス・フランスが参戦して激しい戦いとなった。

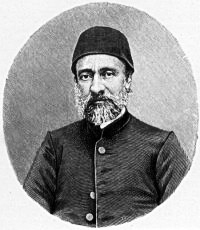
改革勅令起草の中心人物、アーリ・パシャ

この戦いでは英仏の支援もあってかろうじて勝利を収めることができたが、帝国にとってより重要なのは、軍費の捻出に困窮して1854年にイギリスに対して初めて借款をしたことであった。そして、イギリスなどに改革目標を示して支持を獲得する必要に迫られたオスマン帝国は、非ムスリムの権利を認める改革をさらにすすめることを列強に対し約束した。これが、1856年2月に発布された改革勅令である。勅令は、クリミア戦争の終わりを告げる3月30日のパリ条約に先立ち、イスタンブルで英仏両国の総領事とオスマン政府との協議を受けて起草された。その中心にいたのが、オスマン帝国側はアーリ・パシャ（メフメト・エミン・アーリ・パシャ）、イギリスではストラトフォード・カニングであった。
改革勅令では、非ムスリム臣民があらゆる公職に参加できること、信教の自由、非ムスリム共同体代表の権利の再規定、非ムスリムの公立学校への入学許可、各地方議会でのムスリム・非ムスリムの代表選出方法の改善、非ムスリム代表が最高司法審議会議に参加できるとしたこと、非ムスリムに対して差別用語を用いることの禁止、非ムスリムの兵役義務、非ムスリム共同体による学校設立と独自の教育課程編成の承認、混合裁判所における非ムスリムの証人を認めるなどの内容が明確に盛り込まれていた。
この勅令の文言は、先のギュルハネ勅令に比べて表現があまりに直接的なものであり、その内容のほとんどが非ムスリムの権利の保障に関わるものであったことから、すでに起草段階よりムスタファ・レシト・パシャの批判を受け、ムスリムの一部では「特権勅令」と呼ばれて不評であった。このような勅令の内容は、一方では西欧列強の非ムスリム権利擁護要求に応じて作られたものではあったものの、他方では、多民族を内包する帝国にあっては、非ムスリム諸民族の共同体（ミッレト）内部の深刻な対立も看過できないものであり、これを調停する必要があったためでもある。勅令ではまた、外国人の不動産所有権の付与、国家予算の提示、銀行の設立、運河や道路の建設、ヨーロッパを起源とする近代教育制度や科学技術、欧州資本の導入などについても具体的に述べられている。これを受けて、1856年、イギリス資本によってカモンド家が支配するオスマン銀行が設立された。欧化をめざす改革に必要な財政支出を、自国の経済発展からではなく、西欧諸国などからの外債導入にたよったことは、タンジマート改革の限界を示すことではあったが、この勅令の発布とパリ条約における黒海航行の自由化（ロシアの独占排除）を引き換えにオスマン帝国はヨーロッパの一員として認められるようになったのである。

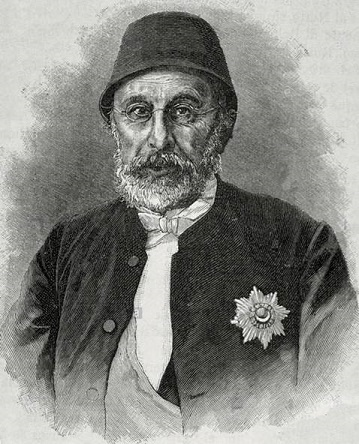
フアト・パシャ

こうして第二段階に入ったタンジマートは新法典、教育制度、土地法を中心に踏み込んだ改革が進められた。この時期の諸改革を主導したのは、同じ1815年生まれで、ともにレシト・パシャの庇護を受けたアーリ・パシャとフアト・パシャ（メフメト・フアト・パシャ）であった。
1858年制定の新刑法と1861年制定の新商法はともにシャリーアとヨーロッパ近代法の折衷を模索したものであり、一般的にイスラームの法体系においても時代の変遷によって変更の生じうる実定法的要素をもつ部分は近代ヨーロッパ法の借用が多かったのに対し、宗教的規範にかかわる部分は伝統的な要素が色濃くのこされた。教育分野では、1859年の文官養成校（ミュルキエ）、1868年のガラタサライ・リセがそれぞれ重要である。これらの学校では、外国語としてはフランス語、国語としてのトルコ語が重視され、入学は民族や宗教によって差別されず、世俗的な教育が施されたことから、ヨーロッパ的教養をもち、世界市民的な考えをもった官僚層・指導者層がここから育っていった。1858年の土地法は、従来の国有地原則を改め、その後の一連の改訂プロセスを経て近代的な私的土地所有権確立の第一歩になったと評価される。

## ミドハト憲法と第一議会

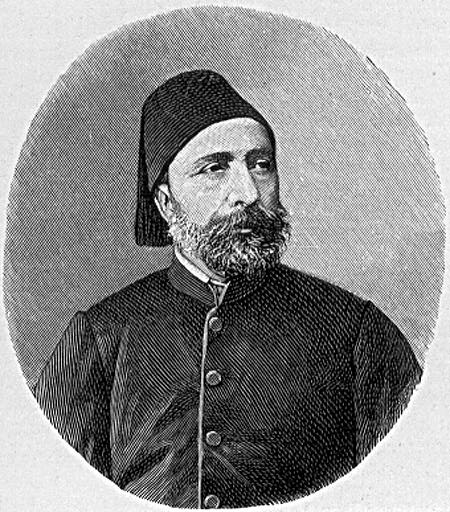
ミドハト・パシャ

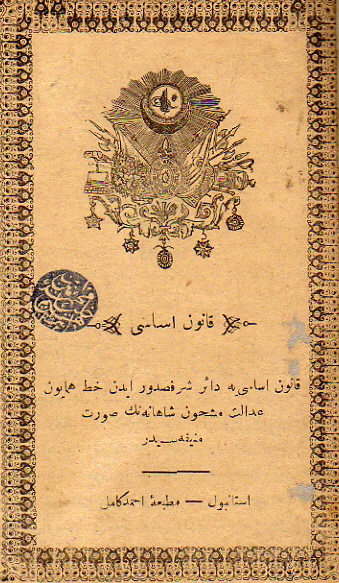
ミドハト憲法（1876）

1869年にフアト・パシャ、1871年にアーリ・パシャが相次いで没すると、改革の流れは再び滞るようになった。しかし、上述のようなシャリーアとヨーロッパ近代法を均衡させるための努力は継続し、1868年、法律案の起草を主な任務とする機関として、フランスのコンセイユ・デタ（Conseil d'État、フランス国務院）を手本にダヌシュタイ（Danıştay）が設立された。1870年に着手され、1876年に完成した『メジェッレ』（民法典）はその結実であり、近代法の一部としてのシャリーアの成文化の端緒となった。その編纂には司法相アフメト・ジェヴデト・パシャらが携わった。
しかし、相次ぐ戦争の遂行と「上からの改革」はヨーロッパ列強からの多額の借款を必要とした。さらに貿易拡大によってオスマン経済そのものが西欧諸国への原材料供給源としてのそれに変質したため、農業のモノカルチャー化が進行し、オスマン帝国の半植民地化を促した。この結果、ヨーロッパ経済の動向と農産品収穫量の影響を強く受けるようになり、1875年、西欧金融恐慌と農産物の不作の影響を受けたオスマン帝国は外債の利子支払い不能を宣言して、事実上破産した。
こうしてタンジマートは財政や経済の面では抜本的な改革を行うことができず、挫折に終わったことが露呈した。1861年よりスルタンの地位にあったアブデュルアズィズの浪費と専制に対し、「新オスマン人」と呼ばれる若い知識人を中心に反専制運動が起こり、1870年頃からは都市部では保守的な神学生までアブデュルアズィズ退位を求めるデモに参加するほどであった。アブデュルアズィズは1876年5月30日、改革派の支持を背景にしたクーデターの結果、憲政樹立をめざすミドハト・パシャらによって廃位された。代わって甥で開明派のムラト5世が即位したが、廃位ののち幽閉され、同年9月に死去した。アブデュルアズィズは6月に自殺し、8月31日、新しいスルタンとしてアブデュルハミト2世が即位した。

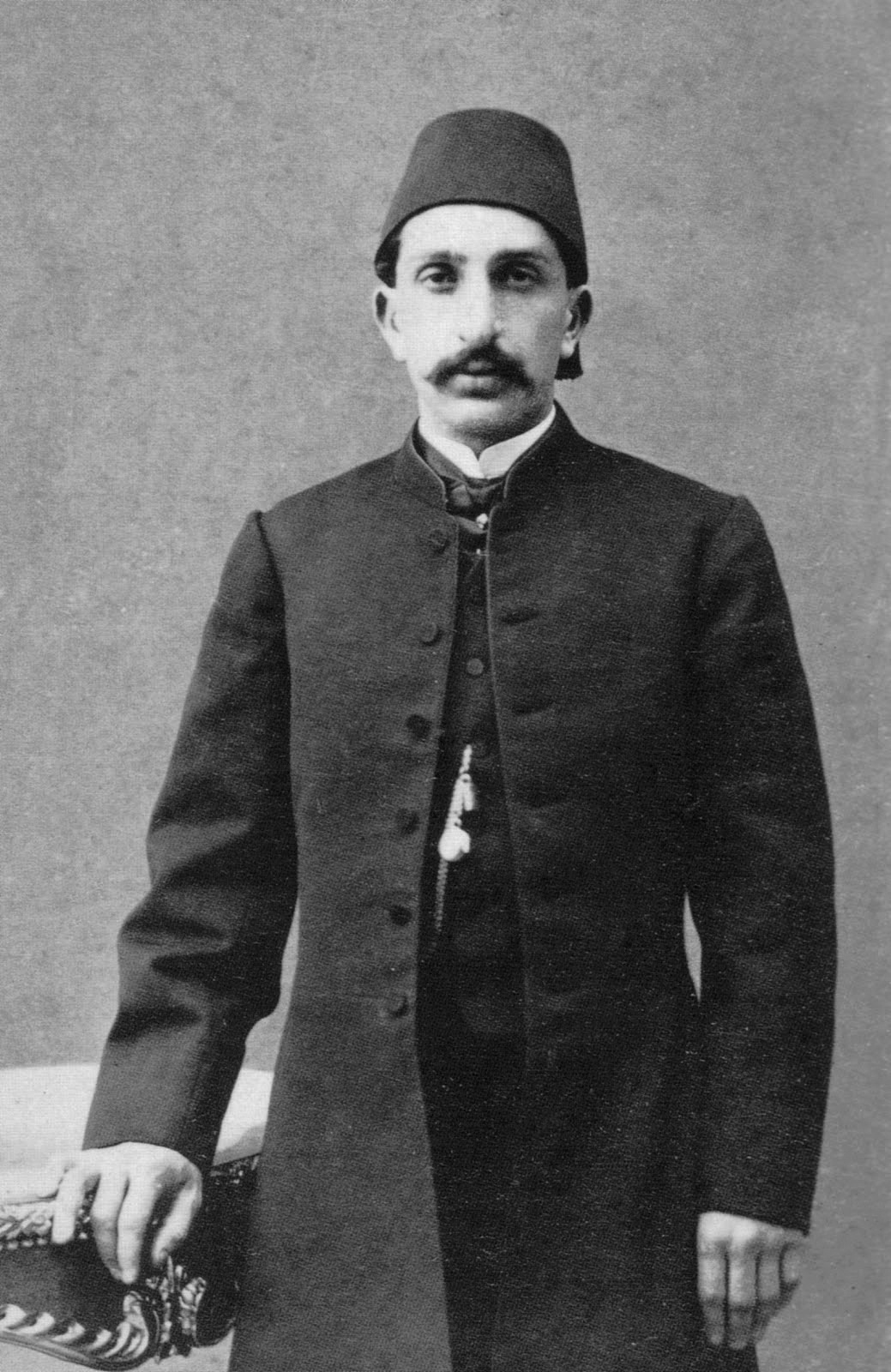
アブドュルハミト2世

アブデュルアズィズによって左遷させられていたミドハト・パシャは「新オスマン人」運動のリーダーとみなされ、ムラト5世即位と同時に国家評議会議長に返り咲き、アブデュルハミト2世即位後は新帝の勅令に基づいて設立された制憲委員会の委員長に就任した。ミドハト・パシャは反専制運動の指導者ナムク・ケマルらとともに憲法草案の作成に取りかかり、12月17日には大宰相に任じられた。しかし、スルタンとなったアブデュルハミト2世は責任内閣制など自身の帝権に制限を加えるような条項については反対し、その一方でスルタンが国家の安全を脅かすと判断された人物を追放処分にする権利をもつという内容の条文を挿し入れることを主張した。これについては、ナムク・ケマルの反対があったにもかかわらず、憲法発布を急ぐミドハト・パシャはこれに妥協、アブデュルハミト2世の修正を組み入れて1876年12月23日、全119条からなる帝国初の憲法、オスマン帝国憲法（通称, ミドハト憲法）を公布した。ミドハト・パシャは、第一次立憲制最初の大宰相となった。
憲法はオスマン帝国が西欧型の法治国家であることを宣言し、帝国議会の設置、ムスリムと非ムスリムのオスマン臣民としての完全な平等を定めた。この憲法は、1875年のフランス共和国憲法、1831年のベルギー憲法に倣い、さらに、イギリスの憲法も参照して制定された自由主義的な立憲君主制憲法であり、他のアジア諸国に先駆けて国会開設を定めるなど画期的な内容をもつものであった。翌1877年3月19日には議会も招集された。しかし、議会が政府高官の汚職や特権的金融業者とスルタンとの癒着などを糾弾しはじめると、アブデュルハミト2世は1878年2月14日、憲法を停止して議会の閉鎖を命じ、以後30年に及ぶ史上名だたる専制政治を開始した。

## タンジマートの結果と後世への影響

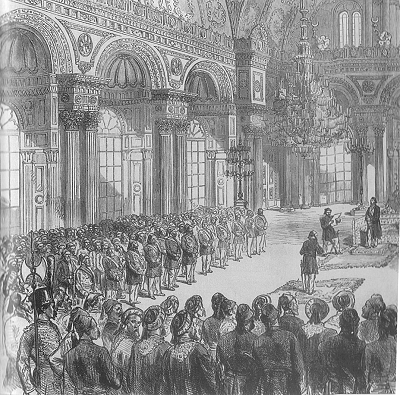
オスマン帝国第一議会（1877）
----
イラストレイテッド・ロンドン・ニュース

1877年の露土戦争の敗北によってギリシャ以外のバルカン半島の諸国も独立し、帝国の勢力圏はさらにせばめられてバルカンのごく一部とアナトリア、アラブ地域だけとなった。また、タンジマートの諸改革は、財政的には、帝国の対外債務の累積に拍車をかける結果となった。
タンジマートを始動させた頃、スルタンのアブデュルメジト1世は、帝都イスタンブルの郊外に150もの官営工場をつくり、没落したギルドを会社経営や協同組合として組織化するよう努力し、相応の成果をあげたものの、莫大な国庫金を投下した割には欧米の投機家や国内のユダヤ人、アルメニア人などズィンミーの業者だけが利益を得るような非効率性をともない、これにはムスリムの側からの不満も大きかった。ムスリムの反発は、外国資本排斥運動には向かわず、多くの場合、イスラーム神秘主義教団の影響を受け、帝国内の少数民族への敵意や反発へと向かった。1854年に始まった外債依存は、まもなくイズミル-アイドゥン間の鉄道敷設権を外国人に認可する結果となり、殖産興業に地道に取り組む官僚にはめぐまれず、また、スルタンも浪費癖の強いアブデュルアズィズなどは改革派官僚に対し必ずしも協力的とはいえなかった。外債は利権をともなうところから、タンジマートの改革そのものが西洋諸国の野心を誘う危険もあった。クリミア戦争の戦費も外債からまかなわれ、相次ぐ戦争の戦費が外債への依存をさらに強めた。これが、1881年の「オスマン債務管理局」設立の原因のひとつとなった。それがまた、さらなる外圧を招く結果となり、オスマン帝国はやがて「瀕死の病人」「ヨーロッパの重病人」とさえ呼ばれるようになった。

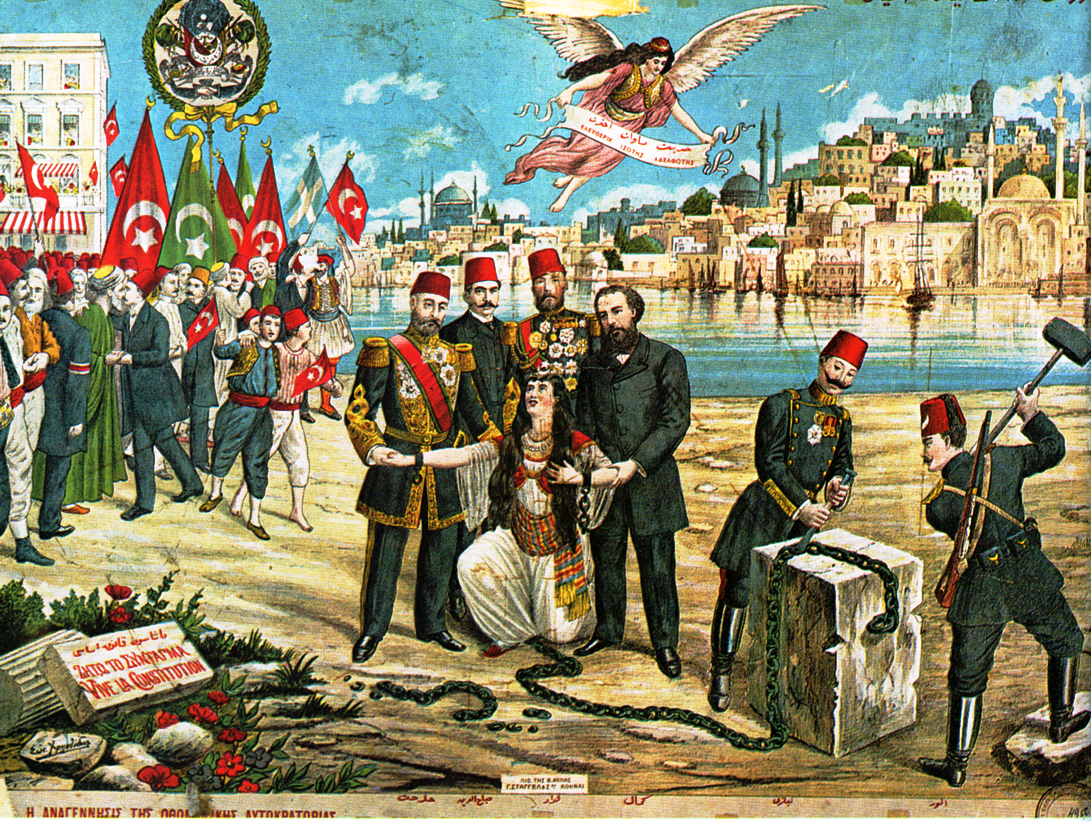
青年トルコ人革命
----
ミドハト憲法復活を祝うリトグラフ（1908年）

ミドハト憲法は、世界史的にみれば上記のような画期性を有していたが、露土戦争の敗北、アブデュルハミト2世による専制復活、さらに、当時の国情に合わない部分もあって1878年に停止を余儀なくされた。起草者ミドハト・パシャは追放され、議会も閉鎖を余儀なくされた。それは、首都を中心とする一握りのエリートの立憲主義運動と開明派政治家であるミドハト・パシャの卓越した政治力によってかろうじて実現されたものだったのである。タンジマート全体を見渡しても、列強の外圧を契機としており、「恩恵」の名が示すように「上からの改革」としての限界をもつものであった。立憲派の力も、たとえば自由民権運動期の日本などと比べると非常に弱いものであった。しかし、分権化の傾向が顕著な地域にあっては帝国の再統合を推進し、帝国の本拠地であるアナトリアではアーヤーンの自立・分離傾向を抑えることに効果があった。また、タンジマートの期間、出自や家柄には必ずしもこだわらず、能力本位の人材登用がなされ、有為な人物や新しい知識・技術をもつエリート層を養成することが可能となった。さらに、短期間であれ、オスマン帝国の国政が国民によって審議されたことの意味は大きく、ミドハト憲法もまた1908年の青年トルコ人革命の後、劇的な復活を果たしており、その影響は長く後世におよんだのである。